# Torre de Pedra (ort)
Torre de Pedra är en ort i Brasilien.   Den ligger i kommunen Torre de Pedra och delstaten São Paulo, i den södra delen av landet, 800 km söder om huvudstaden Brasília. Torre de Pedra ligger 553 meter över havet och antalet invånare är 2 257.
Terrängen runt Torre de Pedra är platt åt nordost, men åt sydväst är den kuperad. Torre de Pedra ligger nere i en dal. Närmaste större samhälle är Porangaba, 10,4 km nordost om Torre de Pedra.
Omgivningarna runt Torre de Pedra är huvudsakligen savann. Runt Torre de Pedra är det ganska glesbefolkat, med 22 invånare per kvadratkilometer.